# Neolophonotus louisi
Neolophonotus louisi là một loài ruồi trong họ Asilidae. Neolophonotus louisi được Londt miêu tả năm 1986. Loài này phân bố ở vùng nhiệt đới châu Phi.